# NRJ Music Award de l'artiste masculin francophone de l'année
Le prix de l'Artiste masculin francophone de l'année est une récompense musicale décernée lors des NRJ Music Awards.
C'est M. Pokora qui détient le plus d'Awards pour l'Artiste Masculin francophone de l'année avec 7 trophées devant Soprano avec 3 trophées.

## Nominations et récompenses multiples

### Récompenses multiples
| Artiste           | Récompenses | Années                                     |
| ----------------- | ----------- | ------------------------------------------ |
| M. Pokora         | 7           | 2007, 2011, 2012, 2013, 2014, 2015 et 2019 |
| Soprano           | 3           | 2016, 2017 et 2018                         |
| Christophe Maé    | 2           | 2008 et 2009                               |
| Dadju             | 2           | 2020 et 2021                               |
| Slimane           | 2           | 2023 et 2024                               |
| David Hallyday    | 1           | 2000                                       |
| Pascal Obispo     | 1           | 2001                                       |
| Garou             | 1           | 2002                                       |
| Gérald de Palmas  | 1           | 2003                                       |
| Calogero          | 1           | 2004                                       |
| Roch Voisine      | 1           | 2005                                       |
| Raphaël           | 1           | 2006                                       |
| Christophe Willem | 1           | 2010                                       |
| Stromae           | 1           | 2013 (15th Edition)                        |
| Orelsan           | 1           | 2022                                       |

### Nominations multiples
| Artiste              | Nominations | Années                                                       |
| -------------------- | ----------- | ------------------------------------------------------------ |
| M. Pokora            | 10          | 2007, 2011, 2012, 2013, 2014, 2015, 2017, 2019, 2020 et 2022 |
| David Guetta         | 9           | 2008, 2009, 2010, 2011, 2012, 2013, 2014, 2023 et 2024       |
| Kendji Girac         | 8           | 2015, 2016, 2018, 2019, 2020, 2021, 2022 et 2023             |
| Soprano              | 7           | 2015, 2016, 2017, 2018, 2019, 2021 et 2022                   |
| Gims                 | 7           | 2013 (15th Edition), 2016, 2018, 2019, 2020, 2021 et 2024    |
| Pascal Obispo        | 5           | 2000, 2001, 2002, 2004 et 2007                               |
| Gérald de Palmas     | 5           | 2002, 2003, 2005, 2006 et 2010                               |
| Christophe Maé       | 5           | 2008, 2009, 2011, 2012 et 2016                               |
| Calogero             | 5           | 2004, 2005, 2006, 2008 et 2017                               |
| Keen'V               | 5           | 2013, 2013 (15th Edition), 2014, 2021 et 2022                |
| Slimane              | 5           | 2018, 2019, 2022, 2023 et 2024                               |
| MC Solaar            | 4           | 2002, 2003, 2004 et 2008                                     |
| Corneille            | 4           | 2005, 2007, 2012 et 2013                                     |
| Vianney              | 4           | 2017, 2020, 2021 et 2023                                     |
| Amir                 | 4           | 2018, 2020, 2022 et 2024                                     |
| Florent Pagny        | 3           | 2000, 2001 et 2004                                           |
| Marc Lavoine         | 3           | 2003, 2004 et 2006                                           |
| Yannick Noah         | 3           | 2001, 2002 et 2006                                           |
| Emmanuel Moire       | 3           | 2008, 2010 et 2013 (15th Edition)                            |
| Julien Doré          | 3           | 2016, 2017 et 2020                                           |
| Dadju                | 3           | 2019, 2020 et 2021                                           |
| Stromae              | 3           | 2013 (15th Edition), 2014 et 2022                            |
| Raphaël              | 2           | 2006 et 2007                                                 |
| Grégoire             | 2           | 2010 et 2011                                                 |
| Black M              | 2           | 2015 et 2016                                                 |
| Orelsan              | 2           | 2018 et 2022                                                 |
| Tayc                 | 2           | 2021 et 2022                                                 |
| Claudio Capéo        | 2           | 2017 et 2023                                                 |
| Jean-Jacques Goldman | 1           | 2000                                                         |
| David Hallyday       | 1           | 2000                                                         |
| Doc Gynéco           | 1           | 2000                                                         |
| Patrick Bruel        | 1           | 2001                                                         |
| Francis Cabrel       | 1           | 2001                                                         |
| Garou                | 1           | 2002                                                         |
| Johnny Hallyday      | 1           | 2003                                                         |
| Renaud               | 1           | 2003                                                         |
| Roch Voisine         | 1           | 2005                                                         |
| Willy Denzey         | 1           | 2005                                                         |
| Faudel               | 1           | 2007                                                         |
| Laurent Wolf         | 1           | 2009                                                         |
| Martin Solveig       | 1           | 2009                                                         |
| Renan Luce           | 1           | 2009                                                         |
| Christophe Willem    | 1           | 2010                                                         |
| Grand Corps Malade   | 1           | 2021                                                         |
| Hatik                | 1           | 2021                                                         |
| Jérémy Frérot        | 1           | 2021                                                         |
| Pierre de Maere      | 1           | 2023                                                         |
| Ridsa                | 1           | 2023                                                         |
| Joseph Kamel         | 1           | 2024                                                         |

### Pré-nominations multiples
Les pré-nominations ne sont pas fréquentes à chaque édition. Il s'agit de deux artistes sur six qui ont recueilli le moins de vote sur le site officiel des NRJ Music Awards et qui sont par la suite disqualifiés de concourir dans cette catégorie. Des pré-nominations ont eu lieu au préalable des cérémonies de 2011, 2012, 2013, 2013 (15th Edition), 2014 et 2015.
| Artiste          | Pré-nominations | Années              |
| ---------------- | --------------- | ------------------- |
| Calogero         | 3               | 2012, 2014 et 2015  |
| Yannick Noah     | 1               | 2011                |
| Gaëtan Roussel   | 1               | 2011                |
| Ben l'Oncle Soul | 1               | 2012                |
| Patrick Bruel    | 1               | 2013                |
| Garou            | 1               | 2013                |
| Grégoire         | 1               | 2013 (15th Edition) |
| Christophe Maé   | 1               | 2013 (15th Edition) |
| Julien Doré      | 1               | 2014                |
| Maître Gims      | 1               | 2015                |

## Palmarès
| Année               | Artiste           |
| ------------------- | ----------------- |
| 2000                | David Hallyday    |
| 2001                | Pascal Obispo     |
| 2002                | Garou             |
| 2003                | Gérald de Palmas  |
| 2004                | Calogero          |
| 2005                | Roch Voisine      |
| 2006                | Raphaël           |
| 2007                | M. Pokora         |
| 2008                | Christophe Maé    |
| 2009                | Christophe Maé    |
| 2010                | Christophe Willem |
| 2011                | M. Pokora         |
| 2012                | M. Pokora         |
| 2013                | M. Pokora         |
| 2013 (15th Edition) | Stromae           |
| 2014                | M. Pokora         |
| 2015                | M. Pokora         |
| 2016                | Soprano           |
| 2017                | Soprano           |
| 2018 (20th Edition) | Soprano           |
| 2019                | M. Pokora         |
| 2020                | Dadju             |
| 2021                | Dadju             |
| 2022                | Orelsan           |
| 2023 (25th Edition) | Slimane           |
| 2024                | Slimane           |